# Гримани, Антонио

Герб дожа

Антонио Гримани (итал. Antonio Grimani; 28 декабря 1434 — 7 мая 1523) — 76-й венецианский дож.
Перед тем как стать дожем, Антонио Гримани проявил себя как военачальник в сражениях с Османской империей, не снискав, однако, славы на этом поприще. В 1499 году во время войны между Турцией и Венецианской республикой правительство присвоило Гримани звание капитана и поручило ему командование флотом. Но недостаток опыта не позволил новоиспечённому флотоводцу решить поставленные республикой задачи. Да и удача отвернулась от будущего дожа. В ходе продолжавшегося несколько дней морского сражения, вошедшего в историю под названием Первой битвы при Лепанто (12 августа около острова Сапьенца и 25 августа около местечка Зонкьо) венецианский флот потерпел поражение. Известие о неожиданном разгроме флота потрясло венецианцев. Гримани лишили звания капитана, арестовали и привезли в Венецию, где разъярённая толпа готова была растерзать его. Однако в ходе расследования выяснилось, что вина за поражение лежит на многих офицерах, а не на одном только командующем, поэтому приговор оказался довольно мягким: Гримани лишили должности прокуратора и выслали в город Црес, откуда Гримани бежал в Рим. Благодаря непрекращавшимся ходатайствам его сыновей Гримани удалось получить помилование и вернуться в Венецию (1509 год).

## Правление
В 1521 году, когда Гримани стал дожем, Венецианская республика была вынуждена выступить на стороне короля Франции Франциска I в Итальянской войне 1521—1526 годов. После поражения французских войск при Бикокке, Гримани попытался начать мирные переговоры с императором Священной Римской империи Карлом V, однако заключить мир удалось уже его преемнику — Андреа Гритти. Впрочем, под бременем нараставших семейных ссор из-за раздела наследства между детьми и внуками старый дож практически перестал заниматься государственными делами. Он уже решился подать в отставку, но судьба опередила его: 5 мая 1523 года, когда он возвращался в свой дворец со свадьбы племянника, ему стало плохо. Через два дня он умер. Венецианцы, которые ещё не забыли поражение 1499 года и бегство того, кого они считали виновником этого позора, с радостью встретили это известие.